# Peschiera del Garda
Peschiera del Garda és un comune (municipi) de la província de Verona, a la regió italiana del Vèneto.
A 1 de gener de 2020 la seva població era de 10.930 habitants.
Peschiera del Garda limita amb els següents municipis: Desenzano del Garda, Ponti sul Mincio, Pozzolengo, Valeggio sul Mincio, Castelnuovo del Garda i Sirmione.